# Ykkösliiga
De Ykkösliiga is sinds 2024 het tweede voetbalniveau in Finland die de Finse voetbalbond organiseert. In het Zweeds staat de competitie bekend onder de naam Ettan. Tot en met 2023 stond de competitie bekend onder de naam Ykkönen, dat nu fungeert als derde klasse.

## Competitie-opzet

### 2024–
Bij de competitiehervorming van 2024 werd de Ykkösliiga opgericht en tussen de Veikkausliiga en de Ykkönen in geplaatst. Er doen tien voetbalverenigingen aan de competitie mee. 
Er wordt een anderhalve competitie gespeeld, waarin iedereen elkaar drie keer treft, met 27 speelrondes. De kampioen promoveert direct naar de Veikkausliiga. De nummer twee mag in de eindronde spelen tegen de nummer elf van de Veikkausliiga om zodoende een plek in de hoogste afdeling te bemachtigen.
Aan het einde van een seizoen degradeert de nummer tien van de ranglijst naar de Ykkönen (Fins voor "eerste"). Zij worden vervangen door de kampioenen van het derde niveau. Er wordt ook nog een eindronde gespeeld tussen de nummer negen van de Ykkösliiga en de runner-up van de Ykkönen voor één plaats in de Ykkösliiga.

## Kampioenen
- 2024: n.n.b.

## Topscorers
| seizoen | speler | club | goals |
| ------- | ------ | ---- | ----- |
| 2024    |        |      |       |

Albanië · 
Andorra · 
Armenië · 
Azerbeidzjan · 
België (tot 2016 / vanaf 2016) ·
Bhutan ·
Bosnië-Herzegovina (BiH) · 
Bosnië-Herzegovina (RS) · 
Bulgarije · 
Curaçao · 
Cyprus · 
Denemarken · 
Duitsland · 
Engeland · 
Estland · 
Faeröer · 
Finland · 
Frankrijk · 
Georgië · 
Gibraltar · 
Griekenland · 
Hongarije · 
Ierland · 
IJsland · 
Israël · 
Italië · 
Kazachstan · 
Kosovo · 
Kroatië · 
Letland · 
Litouwen · 
Luxemburg · 
Malta · 
Moldavië · 
Montenegro · 
Nederland · 
Noord-Ierland · 
Noord-Macedonië · 
Noorwegen · 
Oekraïne · 
Oostenrijk · 
Polen · 
Portugal · 
Roemenië · 
Rusland · 
Schotland · 
Servië · 
Servië en Montenegro (FR Joegoslavië) ·
Slovenië · 
Slowakije · 
Sovjet-Unie · 
Spanje · 
Tsjechië · 
Tsjecho-Slowakije ·
Turkije · 
Turkse Republiek Noord-Cyprus · 
Wales (Noord) · 
Wales (Zuid) · 
Wit-Rusland · 
Zweden · 
Zwitserland